# Владимир Гоати
Владимир Гоати (Мостар, 6. мај 1939 — Београд, 16. јул 2025) био је српски публициста, аналитичар, политиколог и професор на Факултету политичких наука Универизитета у Београду. 

## Каријера
Каријеру је започео као истраживач и предавач, а афирмисао се као научник у Центру за политичке студије и јавно мњење при Институту за друштвене науке, где је од 1976. до 1983. године био управник Центра за истраживање јавног мњења, а од 1983. до 1989. на челу пословног одбора Института друштвених наука.
Докторирао је из области политичких наука на Факултету политичких наука у Београду 1973. године и током каријере се бавио проучавањем политичких странака, изборног система, корупције и транзиције ка демократији.
Био је и председник Научног већа Института од 1990. до 2003. године.
По позиву је предавао на универзитетима у Љубљани, Бордоу, Подгорици и Београду, а такође је био и члан Савета за борбу против корупције.
Гоати је био оснивач и дугогодишњи председник невладине организације Транспарентност Србија, националног огранка глобалне мреже Transparency International. Његов рад био је усмерен на изградњу механизама одговорности и контроле у политичком систему.
Аутор је бројних књига, студија и научних чланака, као што су "Политичка социологија", "Савремене политичке партије", "Избори и изборни системи", "Идеологије и друштвена стварност", "Партијске борбе у Србији у постоктобарском раздобљу", "Политичка анатомија југословенског друштва"...
Поред научног и јавног ангажмана, Гоати је био члан појединих домаћих и међународних комисија, укључујући и оне које су се бавиле реформом изборног законодавства.

## Стручни радови
- Политичка социологија: (огледи), Младост, Београд, 1978.
- Савремене политичке партије: компаративна анализа, Партизанска књига, Београд, 1984.
- СКЈ, криза демократија: тешкоће политичке авангарде данас, Центар за културну дјелатност, Загрег, 1986.
- Политичка анатомија југословенског друштва, Напријед, Загреб, 1989.
- У сусрет демократији, МЦ „Ђуро Пуцар Стари” Градског комитета СК БиХ, Сарајево, 1990.
- Југославија на прекретници: од монизма до грађанског рата, Југословенски институт за новинарство, Београд, 1991.
- (са Вучином Васовићем) Избори и изборни системи, ИБН Центар, Радничка штампа, Београд, 1993.
- Challenges of parliamentarism: the case of Serbia in the early nineties, Institutе of Social Sciences, Belgrade, 1995.
- Стабилизација демократије или повратак монизму: “Трећа Југославија” средином деведесетих, Унирекс, Подгорица, 1996.
- Партије Србије и Црне Горе у политичким борбама од 1990 до 2000, Conteco, Подгорица, 2000.
- Elections in FRY : from 1990 to 1998: will of people or electoral manipulation?: addendum: elections 2000, Center for Free Elections and Democracy, Belgrade, 2001.
- Политичке партије и избори у демократском поретку, Центар за слободне изборе и демократију, Беогрда, 2001.
- Партијске борбе у Србији у постоктобарском раздобљу, Friedrich Ebert Stiftung, Институт друштвених наука, Београд, 2006.
- Политичке партије и партијски системи, Факултет политичких наука, Подгорица, 2008.[3]

## Извори
1. ↑  „Преминуо Владимир Гоати”. РТС (на језику: српски). Приступљено 2025-07-17.
2. ↑  Srna | Novinska agencija Republike Srpske. „Srna | ПРЕМИНУО ВЛАДИМИР ГОАТИ”. Srna | Novinska agencija Republike Srpske (на језику: српски). Приступљено 2025-07-17.
3. ↑  „ИДП Владимир Гоати, директор”. idn.org.rs. Приступљено 2025-07-17.